# 丸田芳郎
丸田 芳郎（まるた よしお、1914年12月16日 - 2006年5月30日）は、日本の実業家。京都大学工学博士。花王の社長、会長を歴任した。

## 略歴
長野県更級郡信田村（現長野市）で教師の両親の元に生まれる。1932年旧制長野中学（後の長野県長野高等学校）卒業、1935年桐生高等工業学校（後の群馬大学工学部）卒業。花王の前々身、大日本油脂株式会社に入社。1948年3月、京都大学工学博士の称号を得る。学位は丸田たちが研究した航空潤滑油の合成に関する功績による。
1954年取締役。1956年常務、1968年専務を経て、1969年、副社長に就任。1971年、伊藤英三の死去にともない社長に就任。バイヤスドルフとの提携でニベア花王を設立し、1982年には「ソフィーナ」を発売して化粧品事業に進出するなど経営の多角化・省力化を進め、公害防止にも努めた。1985年、花王石鹸から花王に社名を変更。また、日本家庭用合成洗剤工業会、日本包装技術協会、日独協会の会長も務めた。
1990年、社長職を常盤文克に譲り、自らは会長となった。1994年、80歳になったのを機に相談役に退いた。
2006年5月30日、肺炎のため死去。91歳没。

## 受賞歴
- 1988年6月、スペイン市民功労勲章を受章。
- 1991年12月、ドイツ功労勲章大功労十字章を受章。
- 1995年4月、勲二等旭日重光章を受章。

## 書籍

### 著書
- 『道をひらく女性達 丸田芳郎対談集』（著者:丸田芳郎 中根千枝 前橋汀子 今井通子 太田朋子 高峰秀子、編集:花王）（1987年12月1日、創知社）ISBN 9784915510489
- 『心の時代 対談 日本の文化を見直そう』（1988年11月21日、日本経済新聞社）ISBN 9784532094690

### 関連書籍
- 『梅は匂い 人は心』（著者:城山三郎）（1982年5月12日、講談社）- 花王石鹸元社長・伊藤英三を描く評伝小説 ISBN 978-4-06-131781-9
- 『「常住真実」に生きる 驚異の花王 丸田芳郎の道元に学ぶ経営』（著者:永川幸樹）（1989年12月16日、ネスコ）ISBN 9784890367832
- 『花王の秘密 丸田芳郎語録で解き明かす超革新経営の中身』（著者:国友隆一）（1990年2月10日、こう書房）ISBN 9784769603672
- 『丸田芳郎 勇者の経営』（著者:吉田時雄）（1993年3月31日、TBSブリタニカ）ISBN 9784484932071
- 『21世紀に遺す 花王・丸田芳郎 最強のマーケティング』（著者:土平恭郎）（1998年10月10日、産能大学出版部）ISBN 9784382054691
- 『丸田芳郎 たゆまざる革新を貫いた第二の創業者』（著者:佐々木聡）（2017年6月16日、PHP研究所 PHP経営叢書）ISBN 9784569834290